# Mount & Blade II: Bannerlord
Mount & Blade II: Bannerlord (укр. На коні й з мечем: Полководець) — відеогра жанру рольового бойовика з відкритим світом та елементами стратегії у середньовічній обстановці від турецької компанії TaleWorlds Entertainment, яка окрім розроблення, займається також випуском проєкту. Відеогра є приквелом Mount & Blade Warband. Анонсована ще 2012 року. З 2017 року щотижня виходить блог розробників, в якому розповідається про якісь деталі гри (сюжет, графіка, ігровий процес тощо) чи інтерв'ю із деякими особами, що працюють над проєктом. 
30 березня 2020 року Mount & Blade II: Bannerlord офіційно вийшла у дочасному доступі на офіційному вебсайті компанії та Steam. Заплановано, що відеогра також з'явиться в Epic Games Store.

## Сюжет
Усі події відеогри відбуваються у середньовічній обстановці на вигаданому розробниками континенті Кальрадія, за двісті років до подій Mount & Blade: Warband. Якраз тоді, коли загинув імператор усієї Кальрадії, а могутня Кальрадійська імперія почала занепадати й розпалася на шість окремих фракцій: Асерай, Стургія, Вландія, Кузаїтський каганат, Баттанія та Імперія.

### Фракції
Асерай — одна з шести основних фракцій, якою керує асерайський султан, Анкід. Прообразом нації, при розробці, стали арабські племена до арабських завоювань протягом сьомого століття. Відповідно до прототипу, у асерайських воїнів сильно поширена різноманітна кіннота, а піші воїни оснащені давньою арабською зброєю. Як і в інших державах Bannerlord, в Асераї присутні декілька малих фракцій, однією з таких є фракція Джовалів, кочівників бедуїнів, які сильно страждали від халіфатів та султанатів. Розробники також додали на протиставлення й іншу фракцію, гулямів, воїнів, що несли службу халіфатам. Між тим, в більшості містах Асерай присутні підпільні мафіозні клани, основані за книгою Наґіба Махфуза «Арабські ночі та дні».
Баттанія — одна з шести основних фракцій. Була вигадана на основі кельтських племен східної Європи, зокрема, піктів, ірландських племен та валлійців раннього середньовіччя. За історією, баттанійці вправно володіють довгими луками (лонгбоу), частенько влаштовують нічні напади тощо. Більшість персонажів фракції основані на реальних особистостях, або ж в деяких випадках – легендах: король Баттанії, Каладоґ, — персонаж, біографія та характеристики якого, взяті з Ґраффіда ап Ллівеліна, котрий контролював більшу частину валлійських територій часів XI століття.

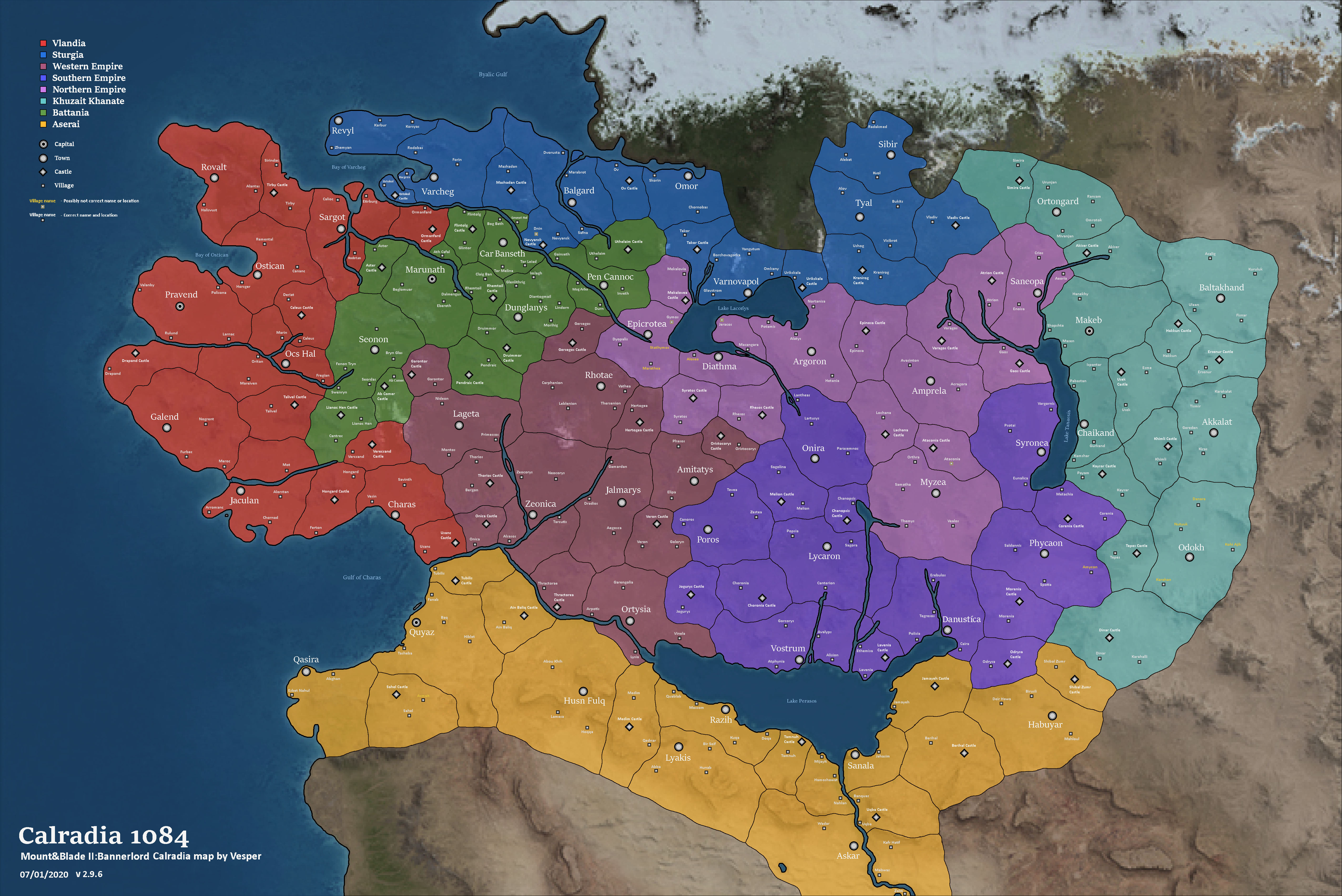
Політичний поділ Кальрадії в епоху Прапорів. 1084

На території Баттанії також присутні й малі фракції. Однією з таких є спільнота воїнів-початківців, які покинули свої клани в пошуках вільного життя, — Вульфскіни, основані за мотивами легендарної дружини ірландських воїнів, Фенії.
Вландія — одна з основних фракцій Кальрадії, яка була вигадана на основі деяких феодальних держав ранньої середньовічної Європи і, зокрема, норманів. За історією, вландійці прийшли з морів чи океанів, вони були найманцями та шукачами пригод, народом, що розмовляв багатьма мовами. Назвалися вони іменем їхнього першого вождя, Вілунда Відважного — Валандіоном, проте в Кальрадії були відомі як Вландія. Їхня міцна важка кіннота захистила землі Імперії від Асераю відігнавши ворожих воїнів аж до далеких степів. І хоча Імперія не була відомою за свої великі запаси срібла, їй все ж таки довелося розплатитися з вландійськими найманцями. Імперія через брак коштів роздала вландійцям землі та титули, що було не найкращою ідеєю. Проте вландійці погодилися й почали розбудовувати дану їм територію: будували захисні фортеці, споруджували велику кількість ферм та помешкання тощо. Потім, скориставшись нагодою, Озрак Залізна Рука проголосив себе королем й захопив колишню імперську столицю Баравенос та землі вздовж узбережжя — після цього Імперія значно зменшилася в розмірах, втративши всі свої західні землі.
Вландія трохи більша за обсягами, ніж інші фракції, проте має багато внутрішніх конфліктів. Втомленому від усіх конфліктів вландійському королю, Дертгерту, довелося мати справу з місцевими баронами, котрі сильно підривали його авторитет та спокій усього королівства. Як і всі фракції, Вландія також має малі фракції. Для прикладу розробники навели фракцію найманців — угрупування «Золотий ведмідь».
Щодо зброї та обладунків, то вландійські воїни загалом оснащені спорядженням західної Європи з IX й до початку XII століть. За словами розробників, вони мали дискусію з приводу того, чи додавати до відеогри арбалети, історія початку використання яких й досі точно невідома. Проте все ж таки розробниками було прийняте рішення — додати до Bannerlord арбалети, аби вландійці так само вправно та ефективно захищали власні фортеці як і історично — нормани.
Стургія — одна з шести фракцій Bannerlord, уособлює в собі ідейне поєднання Київської Русі з племенами вікінгів, розташовується на півночі ігрової мапи. Територія фракції здебільшого вкрита густими лісами, які, попри свою небезпечність, наповнені різноманітними багатствами. На початку Стургія була лише збіркою різних князівств, потім стала королівством, а згодом — потужною силою усіх народів півночі.
Нинішнім князем Стургії є Раганвад (створений, здебільшого, з образу Всеслава Брячиславича), суворий правитель своїх земель, що не знає жалю. Вважає, що краще аби піддані його боялися, а ніж любили. Стургія, як і Русь в часи свого існування, використовує як кавалерію, так і лучників, але основу їхньох сили складає саме піхота. В боях дисципліновані загони воїнів залишатимуть для гравця трохи вільного місця, аби не повністю його закривати.
Серед малих фракцій Стургії є «Сколдерброда», найманське братство, створене на основі напівлегендарного братства йомсвікінгів. Фінські племена ж представлені «Синами лісу», напівкочовим кланом, який практикує землеробство глибоко в густих лісах.
Імперія — це наймогутніша та найбільш централізована фракція, яка розташована в центрі Калрадії. Вона розділена на три окремі гілки: Північну (Northern Empire), Південну (Southern Empire) і Західну (Western Empire). Колись об’єднана, імперія розкололася після смерті імператора Аректона, і тепер кожна частина прагне встановити своє панування або відновити єдність. Імперія — це ідеальний вибір для тих, хто хоче бути частиною величної цивілізації, але готовий до політичних інтриг і боротьби за владу.
Кузаїтський каганат — це фракція, натхненна кочовими народами Східної Азії та Великим монгольським каганатом. Вони мешкають на східних степах Калрадії і відомі своїм майстерним володінням кіннотою, яка є їхньою головною силою в боях. Стиль гри: Кузаїти спеціалізуються на швидких мобільних арміях. Їхня тактика заснована на маневреній кінній стрільбі та раптових атаках. Культура: Основа суспільства — кочове життя, степові традиції та сильна вірність кагану (правителю).

## Ігровий процес

### Система бою

#### Зброя
Разом із іншим різноманіттям зброї, розробники також додали до відеогри дворучні мечі, які були неймовірно популярні у використанні серед гравців Warband. Проте за словами розробників, дворучні мечі в приквелі будуть швидше нестандартною зброєю — вони будуть рідкісними та частково унікальними — «зброєю героїв».

### Система прокачування
Всього в грі є вісімнадцять основних навичок та понад дві сотні унікальних перків. Для поліпшення тієї чи іншої навички потрібно виконувати пов'язані з вмінням завдання чи дії. Наприклад, для прокачування навичок володіння зброєю — одноручною, дворучною чи держаковою — треба здійснювати успішні удари тим чи іншим видом, якщо прокачувати, наприклад, торгівлю, то — купувати, продавати чи обмінювати якісь предмети. Після підвищення володіння певною навичкою, є можливість обрати один із запропонованих перків, які даватимуть персонажу деякі переваги під час проходження гри. Наприклад, деякі перки збільшують розмір обсягу групи (війська) персонажа, деякі ж, розблоковують певні дії, такі як стрільба будь-яким луком верхи на коні тощо. Також, розробники заявили, що не буде ніяких обмежень у відкритті всіх перків. З прокачуванням навичок, виконанням завдань, торгуючи тощо буде прокачуватися і сам персонаж. З кожним переходом на новий рівень гравець отримуватиме два фокуси прокачування, які треба вкладати в навички. З їх допомогою гравець може прокачувати навички персонажа швидшим шляхом, проте після вкладання фокусу в навичку, гравець не зможе перенести його на іншу навичку. Також, щоб почати прокачувати певну навичку, спочатку треба вкласти в неї принаймні один фокус. Наприклад, якщо навичка буде нульового рівня, то скільки б гравець її не практикував, прогрес прокачування не почнеться.
Така ж система прокачування відбуватиметься й для компаньйонів персонажа, де гравець зможе все контролювати самотужки. Також, після прокачування навичок інших персонажів, їх можна буде назначати на певні посади, наприклад на посаду квартирмейстра, розвідника чи хірурга тощо. Після назначення компаньйона на певну посаду, в залежності від його вмінь, персонаж гравця отримуватиме додаткові бонуси.

### Нововведення

#### Система впливу
У Bannerlord нововведена система впливу дозволить персонажу гравця витрачати вплив для контролювання великої армії сварливих васалів на полі бою. А також відкриватиме нові шляхи в проходженні того чи іншого сегменту гри: витратити вплив аби ворог здав фортецю без кровопролиття, або ж витратити вплив для ефективнішої торгівлі тощо.

### Керування фракцією
Після того як персонаж гравця здобуває потрібні йому навички, володіє достатнім запасом золота та професійним військом, гравець, зазвичай, починає думати про заснування власного королівства, шукаючи відповідне місце на ігровій мапі. Порівняно з Warband було додано спеціальний екран для детальнішого керування фракцією, при відкритті якого в новій частині можна буде дізнатись інформацію щодо Кланів, Володінь, Державної політики та Армії. Всі допоміжні вкладки будуть показувати майже всю інформацію пов'язану з фракцією та додаватимуть взаємодію гравця з власним королівством.
Вкладка кланів показує детальну інформацію щодо кожного клану, який є учасником фракції: його назву, герб, вплив клану, всіх учасників та всі підконтрольні володіння. Також, на екрані кланів гравець може підтримати той чи інший клан під час голосування на пост головного клану всієї фракції, або ж ініціювати голосування щодо вигону клану з фракції.
Тим часом, вкладка володінь демонструватиме інформацію щодо підконтрольних фракцією міст, замків та селищ. У гравця ж буде можливість, при наявності великої кількості «впливу», відкликати від конкретного васала його володіння. Проте, навіть після затвердження гравцем дії щодо позбавлення володінь, все одно відбуватиметься внутрішньофракційне голосування, а відносини з лордом, проти якого відбуватиметься дійство, можуть значно погіршитись.
На екрані ж політики буде наявна інформація щодо вже прийнятих фракцією політик або ж доступних (проте неприйнятих) рішень. Наприклад: політика «Захисту Власності» передбачає те, що навіть король не може забрати землю без судового процесу, або ж прямих прав на неї, також є й політика «Патріотизму», «Сенату», «Хартії свободи» та багато інших. Загалом усі політики, за словами розробників, будуть сильно впливати на ціле королівство, а гравець зможе стати тим ким захоче: чи то диктатором, чи то справедливим та демократичним королем тощо.
За допомогою вкладки армії гравець зможе створювати та керувати різними арміями в межах власної фракції. Екран показуватиме детальний аналіз кожного війська, а саме: інформацію щодо війська васалів, їх міць та моральний дух, й ціль, яку виконує обраний загін. Гравець, як і на всіх інших вкладках, може безпосередньо впливати на перебіг подій, тобто саме з вкладки віддавати накази кожному війську фракції. За словами розробників, це дасть гравцеві можливість детальніше розплановувати стратегію військових подій.

### Енциклопедія
У Mount & Blade: Warband була присутня внутрішньоігрова енциклопедія. З її допомогою гравець міг дізнатися політичне, економічне чи військове становище усіх фракцій, їх відносини, детальну інформацію про всіх васалів та правителів, також міг дізнатися й про ставлення інших неігрових персонажів до головного персонажа чи загальну статистику кампанії гравця та багато іншого. Розробники вважали цю систему досить корисною для гравця, але не достатньо комфортною, й тому, для Bannerlord вони вдосконалили енциклопедію, зробивши її зручнішою у використанні (вдосконалення системи пошуку, інтерфейсу тощо) та ще інформативнішою (додання інформації про всі угрупування Кальрадії, загальні вітки прокачування всіх можливих військ та багато іншого).
Загалом Енциклопедія поділяється на шість розділів: Поселення, Персонажі, Війська, Королівства, Угрупування (Клани) та Загальна інформація. Для більшої зручності в пошуках потрібної інформації, розробники додали спеціальні фільтри, які відсіюватимуть, наприклад, замки від міст чи показуватимуть з якою фракцією персонаж знаходиться в гарних відносинах, або ж відсіюватимуть чоловіків від жінок у вкладці Персонажі тощо. Нововведеням у серії є розділ Угрупування, в якому міститься детальна інформація про кожний клан в грі, а саме: учасники клану, поселення, які знаходяться під їх контролем та деталі про участь угрупування у війнах, а також розділ Загальна інформація (зустрічається лише у деяких модифікаціях), який гравець може переглянути, якщо не зрозуміє або захоче дізнатися більше щодо нових механік Bannerlord чи деяких ігрових концепцій.

### Кооператив
У вересні 2018 року було заявлено, що додавання кооперативного режиму значно збільшить час розробки та сильно відтягне дату виходу гри. Проте, розробники також додали, що швидше за все дана функція буде додана до відеогри в майбутніх доповненнях. За задумом розробників, при ввімкненій функції, інші гравці зможуть приєднуватися до гравця під час битв, проте не зможуть самостійно подорожувати по глобальній мапі Кальрадії.

## Розроблення
2012 року компанія TaleWorlds оголосила про початок розробки Mount & Blade II: Bannerlord.
2015 року стало відомо, що написанням етнічних композицій головних фракцій Кальрадії займеться Фінн Селіґер із Periscope Studio у співпраці із музичною групою Frölich Geschray. Під час роботи, велика увага приділялась унікальним особливостям притаманним кожній із вигаданих націй, аби створити композиції, які б під час гри вирізняли ту чи інші фракцію з-поміж інших. Разом із опублікованою інформацією TaleWorlds також продемонструвала перші заготовки звукових доріжок шести основних народів.
У березні 2016-го команда із двох осіб від TaleWorlds представила додаткову інформацію щодо відеогри на PC Gamer Weekender, де також відповідала на питання від деяких відвідувачів. Під час події було показано процес створення персонажа, систему діалогів, повністю перероблений зовнішній вигляд міст тощо. 2016 року компанія також відвідала Electronic Entertainment Expo, де представила велику кількість інформації щодо облог фортець та міст та деякі супутні деталі, а також продемонструвала нові можливості власного рушія у відеоролику, в якому показується облога міста з використанням майже усіх нових механік Bannerlord. Загалом, протягом виставки відеогра отримала величезну кількість позитивних коментарів як від оглядачів, так і від звичайних відвідувачів. Того ж року компанія розробників відвідала Gamescom в Кельні, де було показано деякі складові ігрового процесу: облогові машини, ігрову мапу, деякі механіки бою, налаштування команди персонажа та виготовлення зброї, настільні ігри в корчмах тощо. 19 листопада 2016 року в Steam з'явилася сторінка відеогри.
2017-го TaleWorlds знову відвідала Electronic Entertainment Expo, де вперше продемонструвала систему бою Bannerlord, а також дала всім бажаючим власноруч зіграти в доступні на той час механіки. Загалом, після виставки відеогра отримувала дуже позитивні відгуки як від критиків, так і відвідувачів. Розробники того ж року також відвідали Gamescom, де вперше представила інформацію стосовно багатокористувацького режиму, який, як стало відомо, називатиметься «капітанським». Разом із інформацією було випущено й відео ігрового процесу «Капітанского режиму» [Архівовано 27 квітня 2019 у Wayback Machine.] та зразок битви між Імперією та Кузаїтським каганатом [Архівовано 4 жовтня 2018 у Wayback Machine.] на офіційному YouTube каналі розробників. Компанія на виставці також дала можливість зіграти в демонстративну версію нового режиму всім бажаючим. Ще до поїздки на відеоігровий захід, розробники заявили в одному зі своїх «щоденників», що не планують називати там дату виходу відеогри.
2018 року під час Gamescom було представлено перший тизер однокористувацької кампанії. У тизері зображувалися деякі міста та поселення Кальрадії, поліпшені таверни, оновлений інтерфейс тощо. Розробники також розповіли, що кожне місце на ігровій мапі матиме власне ігрове меню для полегшення взаємодії гравця із неігровими персонажами, а також, що гравець матиме вибір із 18 можливих навичок та сотні різноманітних перків після прокачування персонажа до наступного рівня.

### Дочасний доступ
21 лютого 2020 року компанія повідомила, що планує випустити Mount & Blade II: Bannerlord у ранньому доступі вже 31 березня 2020-го через офіційний вебсайт та Steam. За кілька днів до запуску, 27 березня розробники повідомили, що через пандемію COVID-19 відеогра вийде на день раніше. 30 березня 2020 року відбувся офіційний випуск Mount & Blade II: Bannerlord у дочасному доступі. Планується, що відеогра також вийде в Epic Games Store.

### Гральний рушій
Спеціально для Bannerlord було розроблено новий гральний рушій, можливості якого були значно поліпшені порівняно з рушієм Warband. З допомогою нової технології стало можливо процедурно генерувати величезні ігрові карти для масштабних сутичок за участі сотень неігрових персонажів одночасно. Головною метою при розробці нового рушія, стало те, що розробники намагалися підвищити графічну й анімаційну складові гри не шкодячи при цьому ігровому процесу та продуктивності.

## Локалізація
З початком дочасного доступу 30 березня 2020 року розробники заявили, що окрім наявної англійської мови планують локалізувати відеогру французькою, італійською, німецькою, японською, корейською, польською, бразильською португальською, російською, спрощеною та традиційною китайською, іспанською та турецькою мовами. Вони також додали, що список можуть переглянути, розширивши чи звузивши об'єм локалізаційної кампанії. До офіційного випуску різноманітні незалежні автори публіковували власні неофіційні переклади у вигляді модифікацій, зокрема й переклад українською мовою.  

## Оцінка й відгуки

### Ранні версії
Перші реакції на гру з'явилися на скріншотах, опублікованих у вересні 2013 року. Хоча гру критикували в пресі за відсутність графічного покращення порівняно з попередніми іграми, реакція загалом була позитивною.  Перший захід, на якому була показана гра, трейлери Gamescom 2015, отримав позитивні відгуки щодо візуального покращення, збереження основних ігрових механік, додавання сюжетної лінії, екрану створення персонажів. Трейлер облогової атаки, показаний на E3 2016, отримав позитивні відгуки за різноманітність мехів і зброї, масштабність замків і надану стратегічну свободу. На Gamescom 2016 була показана динаміка облогової оборони, з такими прикладами, як можливість захисників перекидати каміння через стіни на ворогів, що піднімаються на стіну замку, що високо оцінило прогрес, досягнутий грою в порівнянні з попередніми іграми.
Рецензію на гру, яка стала головною темою березневого випуску британського видання PC Gamer за 2017 рік, написав Філ Севідж (Phil Savage) і описав її як "найамбітнішу рольову гру в жанрі пісочниці з часів Skyrim". У деталях рецензії глибина, різноманітність і багатство контенту були названі найбільшими сильними сторонами гри, в той час як візуальна якість була оцінена як така, що відставала. Чарлі Холл з Polygon, який поділився своїми коментарями щодо демо-версії, яка була відкрита для гри на E3 2017, заявив, що знайшов ігровий процес цікавим, навівши приклади бойових і лідерських механік, факторів навколишнього середовища, таких як хмари туману, але розкритикував той факт, що гра, яка перебуває в розробці вже п'ять років, досі не має дати виходу. Брендан Гребер з IGN також високо оцінив масштабність битв і увагу до деталей, від бурі в пустелі до пір'я на шоломі, що розвівається на вітрі. Динаміка можливості віддавати накази солдатам в режимі Skirmish, показана на Gamescom 2017, отримала позитивну реакцію і була описана дописувачем PCGamesN Джорданом Форвардом як "найреалістичніша середньовічна військова гра". Демонстрація на Gamescom 2018 отримала високу оцінку за візуальні покращення мапи, схеми управління, яскравість ігрового світу та подальше розширення свободи, наданої в попередніх іграх. Наступного року вона продовжувала справляти гарне враження масштабом військових і політичних сюжетів та взаємодією ігрової динаміки, що впливають один на одного, але була розкритикована за те, що бій один на один не давав гарних відчуттів.
Тривалий процес розробки Bannerlord, яка в роки розробки була названа однією з "найочікуваніших ігор" такими виданнями, як IGN, Rock, Paper, Shotgun, TechRadar, почав викликати невдоволення серед гравців, і команда оголосила, що дата виходу гри в найкращому вигляді не визначена, і що процес буде продовжуватися до тих пір, поки вона не знайде цю форму. У серпні 2019 року було оголошено, що гра вийде в березні 2020 року з версією раннього доступу, але той факт, що вона вийде з раннім доступом, незважаючи на те, що перебуває в розробці дуже довго, викликав реакцію гравців. Арман Явуз, з іншого боку, заявив, що вони не планують тримати гру на цьому етапі протягом тривалого часу, і що вони планують вийти з ранніх версій та досягти повної версії протягом року.

### Beta
Мустафа Мутлу Шенай з Oyungezer, який брав участь у закритому бета-тестуванні гри, написав, що йому сподобалася атмосфера з різноманітністю споруд і транспортних засобів, механіка стрільби з лука та анімація були цілком задовільними, а в ближньому бою гра була вкрай лагаючою і гальмувала. Ахмет Озчилінґір, який рецензував гру від імені Merlin'in Kazanı, зазначив, що рухи персонажів у грі, які він порівнював з Warband, нічого не втратили у своїй плавності, крім того, як рухи, так і фізика зброї стали більш приземленими та реалістичними, і заявив, що потрібен період ознайомлення з грою. З іншого боку, він критикував те, що підрозділи деяких країн були занадто потужними, що давало їм абсолютну перевагу над іншими країнами і робило гру незбалансованою. Редактор Trusted Reviews Вілл Фріман писав, що гра надає глибокий досвід, де гравець може створити власну історію, в той же час забезпечуючи реалізм, але що деякі місії мають недоліки дизайну, які перешкоджають просуванню в історії. Інтернет-видання KeenGamer, The Nerd Stash та Wannart також дали загалом позитивні відгуки.

### Ранній доступ
Фрейзер Браун з PC Gamer у своїх перших враженнях від гри описав геймплей Bannerlord "як вишуканий Warband". Тиждень потому, у новій статті під назвою "Варто було чекати", Браун розкритикував гру за надто велику кількість багів, посилаючись на відсутність ШІ. Незважаючи на це, він писав, що гра не була схожа на незавершену гру раннього доступу, і що в ній було багато елементів геймплею, які вона пропонувала гравцеві, особливо з опціями команд під час бою. Хейден Дінгман, також з PC Gamer, дослідив технічні аспекти гри, написавши, що вона містила різні глюки, такі як мерехтіння, помилки при збереженні та проблеми з оптимізацією. [243] Заявивши, що навіть Nvidia GeForce RTX 2080 Ti, яка є однією з відеокарт високого класу, має труднощі з видачею стабільного зображення в 60 кадрів в секунду при роздільній здатності 1080p в облоговій битві з тисячею людей, Дінгман написав, що для того, щоб задовільно користуватися візуальною якістю гри, необхідно мати відеокарти, починаючи з сегмента Nvidia GeForce GTX 1660 Ti або AMD RX 5600 XT, а також процесор щонайменше Intel Core i7-9700K або AMD Ryzen 5 3600X. Дінгман виявив, що візуальними функціями, які створюють найбільше навантаження на відеокарту, є затінення і розмір бою, і рекомендував гравцям з проблемами продуктивності вимкнути тіні і зменшити розмір бою.
Дописувач Polygon Кас Маршалл заявив, що хоча гра має багато багів, він дуже задоволений бойовою механікою та взаємодією з неігровими персонажами і дав загалом позитивні коментарі. Ітан Гач з Kotaku у своїй статті про перші враження під назвою "Я не можу перестати грати" вказав, що гра будує персоналізований світ з варіантами, які вона пропонує, і вибором, який вона змушує вас зробити. Звертаючи увагу на живий світ гри, письменник Мустафа Мутлу Шенай (Mustafa Mutlu Şenay) похвалив ігрову механіку, в якій все взаємопов'язано, навівши приклад пограбування села, що спричинило зростання цін на вироблену там сировину. Заявивши, що в грі є багато покращень і нових функцій, таких як покращення інтерфейсу, візуальної якості, призначення завдань компаньйонам, Шенай критикував такі аспекти, як довгі завантажувальні екрани, проблеми з оптимізацією та місії, що повторюються. Т. Дж. Хафер, який розповів про свій досвід від імені IGN, заявив, що він знайшов бойову систему гри та варіанти команд дуже багатими, і хоча він описав графіку та інтерфейс як дуже вдалі, він написав, що вони все ще потребують вдосконалення і що інтерфейс має деякі помилки в дизайні. Хафер заявив, що він не може описати гру, яка, за його словами, має багато варіантів геймплея, як шари цибулини, як "погану", незважаючи на її недоліки. Сін Вега з Rock, Paper, Shotgun написав, що прогрес, якого досягла серія порівняно з Warband, вражає, наводячи приклади динамічного світу, прогресу в графіці, покращення економіки та торгівлі, а також різноманітності механік адміністрування. Хоча Вега заявив, що його враження загалом позитивні, він вказав на технічні збої, такі як довжина екранів завантаження, деякі помилки в дизайні інтерфейсу та помилки вильоту, і заявив, що "не може рекомендувати гру зі спокійною душею на даному етапі".
Версія раннього доступу Bannerlord, яка отримала позитивні відгуки від ігрової преси, також отримала "дуже позитивні" відгуки в Steam і сподобалася не тільки професіоналам, але й більшості спільноти гравців.

### Повна версія

#### PC
Фрейзер Браун, який рецензував версію раннього доступу від імені PC Gamer, також рецензував повну версію гри і визнав гру, яку він описав як суміш Chivalry, Crusader Kings і Total War, однією з найкращих середньовічних військових симуляторів. Браун заявив, що він не міг насититися бойовою механікою гри, і що йому сподобалося як брати участь у битві особисто, так і керувати нею віддалено, не заглиблюючись у неї. Однак він писав, що не зміг знайти глибину, на яку очікував, у сфері політики, яку він описав як найбільш важливу частину гри після битви, і що він розчарований неглибокою механікою. Альпарслан Гюрлек з Merlin'in Kazanı ("Казан Мерліна") заявив, що хоча, на його думку, гра не виправдала очікувань і не відобразила свого високого потенціалу, вона все ще є найкращою в новому ігровому жанрі, який він створив. Він поскаржився, що процес розробки протягом двох років між раннім доступом і повним релізом був досить повільним, і розкритикував той факт, що гра все ще не була повністю позбавлена помилок, а також те, що в неї не були додані функції, яких так хотіла спільнота, такі як морські баталії та багатокористувацька мапа кампанії. Він заявив, що поліпшення інтерфейсу, внесені в карту кампанії та екрани міст, а також збалансування особистих стосунків та економічного життя зробили гру більш приємною, просуваючи гру вперед, і що в кінцевому підсумку гра коштувала своїх грошей.
У своїй рецензії на Rock, Paper, Shotgun, Сін Вега описав гру, як "розчарування", заявивши, що вона була в основному такою ж, як Warband, і що нові додані механіки не додали нічого значущого до гри. Вега знайшов ШІ роботизованим і грубим, і хоча він знайшов систему рівнів нудною, він, тим не менш, відчував, що бойова механіка була досить хорошою, щоб змусити гру грати саму себе. 
У своєму огляді в IGN Джон Болдінг вказав на баги, що перешкоджають проходженню місій, і графічні збої в грі, заявивши, що відносини між персонажами в грі є лише видимими і не працюють добре як елемент рольової гри. Болдінг, як і інші редактори, назвав бойову механіку найбільшою силою гри, заявивши, що битви приємні до найдрібніших деталей, але все інше тягне гру вниз. Редактор завершив свою остаточну думку про гру фразою "все, крім боїв, - це м'ясорубка".
У редакційному огляді MGG штучний інтелект гри був розкритикований за те, що він пропонує дуже реалістичний геймплей, але було заявлено, що йому все одно немає рівних у концепції середньовічної пісочниці. Мартинас Клімас з PC Invasion похвалив гру за бойову механіку, але розкритикував те, що політичний вибір недостатньо впливає на сюжетну лінію, і те, що управління економікою було нудним, але в цілому поставив їй прохідну оцінку. Роберт Перчес заявив у Eurogamer, що рольова частина гри була досить стерильною, і що через деякий час він перестав цікавитися, хто були персонажі, а квести були схожими і нудними. Пітер Батге, який знайшов квести і графіку слабкими в GameStar, вважав почуття свободи, запропоноване гравцеві, найсильнішим аспектом Bannerlord.

#### PlayStation
KiKiToes, який грав у гру на PlayStation 4, дав грі загальну прохідну оцінку у своєму огляді на Gameblog, описавши її як технічно та графічно застарілу, вихваляючи свободу, яку пропонують механіки, такі як управління армією та містом, та масовий масштаб битв.
Рецензуючи PlayStation 5 для PlayStation Universe, Джон-Пол Джонс написав, що гравці можуть написати "мільйони" різних історій, йдучи різними шляхами, і що на PS5 немає жодної гри, яка б конкурувала з Bannerlord в цьому відношенні. Редактор написав, що хоча є основна історія і місії, гра дуже широка, кожен може створити унікальну долю і таким чином гра прив'язує гравця, критикуючи скіни персонажів і особливо анімацію обличчя, заявляючи, що це виглядає як гра для PlayStation 4. Джонс, який також включив технічні аспекти в свій огляд, заявив, що гра може видавати постійні 30 кадрів в секунду в роздільній здатності 4K і може збільшуватися до 60 кадрів в секунду в режимі продуктивності, в той час як режим продуктивності необхідний для телевізорів, які підтримують HDMI 2. Телевізори з підтримкою HDMI 1 можуть зафіксувати 40 кадрів в секунду без необхідності використання режиму продуктивності. Блейн Сміт з Gamers Heroes заявив, що Bannerlord, яку він завершив як нішеву гру з величезним світом, подобається не всім, і що вона демонструє поліпшення в кожній області в порівнянні з попередніми іграми серії. [260] Фернандо Санчес з 33bits високо оцінив технічні аспекти гри, описавши її як щось середнє між Chivalry, Mordhau та Kingdom Come: Deliverance.

#### Xbox
Джоел Коглер, який грав у гру на Xbox Series X, визнав сценарій і розділи пісочниці занадто схожими, повторення тих самих місій - недоліком, а ШІ та технічні аспекти - слабкими. На противагу цьому, Коглер знайшов історію життя гравця, який починає з нікого і стає королем, задовільною, похвалив свободу для гравця бути ким завгодно, а не королем, і знайшов глибину ігрового процесу в багатокористувацькому режимі дивовижною. [Він також зазначив, що управління без проблем перенеслося на бездротовий контролер Xbox, незважаючи на те, що спочатку це була гра для ПК. Джулія Серена, яка рецензувала гру на Xbox Series S для італійського видання Tom's Hardware, мала протилежну думку, написавши, що схема управління, заснована на курсорах, яка використовувалася в грі, її дратувала.
У своєму огляді, опублікованому на ZTGD, Теренс Джонсон підкреслив багатство рольового аспекту гри, поскаржився на громіздку бойову систему, основну механіку, і написав, що сюжетна лінія була вкрай неадекватною, визнавши гру в цілому посередньою.
Кріс Макмаллен з GameSpew заявив, що в грі немає належного живого світу і що повторювані місії через деякий час починають набридати, але, незважаючи на всі негативні моменти, він написав, що гра цікава як з точки зору бою/війни, так і з точки зору дипломатії та торгівлі. Маріно Пунторієрі з SpazioGames заявив, що управління грою було перенесено на Xbox якнайкраще, і хоча поскаржився на те, що графіка не змогла наздогнати нове покоління приставок, висловив в цілому позитивну думку.